# ایتاکا (شهر)، نیویورک
ایتاکا (به انگلیسی: Ithaca) یک منطقهٔ مسکونی در ایالات متحده آمریکا است که در شهرستان تامپکینز، نیویورک واقع شده‌است. ایتاکا ۷۸٫۴۴ کیلومتر مربع مساحت و ۱۹٬۹۳۰ نفر جمعیت دارد و ۲۹۵٫۰۵ متر بالاتر از سطح دریا واقع شده‌است.